# Opel Corsa Rally4
La Opel Corsa Rally4 è una variante da competizione della Opel Corsa F omologata per la categoria Rally4, prodotta dal 2020 e sviluppata dal reparto corse della casa automobilistica tedesca Opel per competere nei campionati nazionali ed europeo di rally.
Presentata nel 2020, la vettura ha esordito al Rally d'Ungheria 2021.
La prima vittoria è arrivata l'anno seguente al Rally delle Isole Canarie.

## Vittorie nei rally

### ERC4
| N° | Anno | Evento                                         | Pilota          | Copilota            |
| -- | ---- | ---------------------------------------------- | --------------- | ------------------- |
| 1  | 2022 | 46° Rally Islas Canarias                       | Laurent Pellier | Marine Pelamourgues |
| 2  | 2022 | 78° ORLEN Rajd Polski - Rally Poland           | Laurent Pellier | Marine Pelamourgues |
| 3  | 2022 | 10° Rally di Roma Capitale                     | Laurent Pellier | Marine Pelamourgues |
| 4  | 2022 | 51° Barum Czech Rally Zlín                     | Laurent Pellier | Marine Pelamourgues |
| 5  | 2022 | RallyRACC Catalunya - Costa Daurada (ERC) 2022 | Laurent Pellier | Marine Pelamourgues |
| 6  | 2023 | 52° Barum Czech Rally Zlín                     | Timo Schulz     | Michael Wenzel      |
| 7  | 2024 | 47° Rally Islas Canarias                       | Mille Johansson | Johan Grönvall      |
| 8  | 2024 | 2° BAUHAUS Royal Rally of Scandinavia          | Mille Johansson | Johan Grönvall      |
| 9  | 2024 | 8° Rally Silesia - Rajd Śląska                 | Calle Carlberg  | Jørgen Eriksen      |
| 10 | 2025 | 6° Rally Hungary                               | Calle Carlberg  | Jørgen Eriksen      |
| 11 | 2025 | 81° ORLEN OIL Rally Poland - Rajd Polski       | Calle Carlberg  | Jørgen Eriksen      |
| 12 | 2025 | 13° Rally di Roma Capitale                     | Calle Carlberg  | Jørgen Eriksen      |

## Scheda tecnica
| Caratteristiche tecniche - Opel Corsa Rally4         | Caratteristiche tecniche - Opel Corsa Rally4                | Caratteristiche tecniche - Opel Corsa Rally4                | Caratteristiche tecniche - Opel Corsa Rally4                | Caratteristiche tecniche - Opel Corsa Rally4                | Caratteristiche tecniche - Opel Corsa Rally4                |
| ---------------------------------------------------- | ----------------------------------------------------------- | ----------------------------------------------------------- | ----------------------------------------------------------- | ----------------------------------------------------------- | ----------------------------------------------------------- |
|                                                      |                                                             |                                                             |                                                             |                                                             |                                                             |
| Configurazione                                       |                                                             |                                                             |                                                             |                                                             |                                                             |
| Carrozzeria: 2 volumi 5 porte                        | Carrozzeria: 2 volumi 5 porte                               | Posizione motore: anteriore traversale                      | Posizione motore: anteriore traversale                      | Trazione: anteriore                                         | Trazione: anteriore                                         |
| Dimensioni e pesi                                    |                                                             |                                                             |                                                             |                                                             |                                                             |
| Ingombri (lungh.×largh.×alt. in mm): 3999 × 1740 × ? | Ingombri (lungh.×largh.×alt. in mm): 3999 × 1740 × ?        | Ingombri (lungh.×largh.×alt. in mm): 3999 × 1740 × ?        | Ingombri (lungh.×largh.×alt. in mm): 3999 × 1740 × ?        | Diametro minimo sterzata: 10500 m                           | Diametro minimo sterzata: 10500 m                           |
| Interasse: 2538 mm                                   | Interasse: 2538 mm                                          | Carreggiate: anteriore 1500 - posteriore 1500 mm            | Carreggiate: anteriore 1500 - posteriore 1500 mm            | Altezza minima da terra: 180 mm                             | Altezza minima da terra: 180 mm                             |
| Posti totali: 2                                      | Posti totali: 2                                             | Bagagliaio:                                                 | Bagagliaio:                                                 | Serbatoio: 50                                               | Serbatoio: 50                                               |
| Masse                                                | a vuoto: 1200 kg / rimorchiabile: 0 kg                      | a vuoto: 1200 kg / rimorchiabile: 0 kg                      | a vuoto: 1200 kg / rimorchiabile: 0 kg                      | a vuoto: 1200 kg / rimorchiabile: 0 kg                      | a vuoto: 1200 kg / rimorchiabile: 0 kg                      |
| Meccanica                                            |                                                             |                                                             |                                                             |                                                             |                                                             |
| Tipo motore: Quattro cilindri in linea a ciclo Otto  | Tipo motore: Quattro cilindri in linea a ciclo Otto         | Tipo motore: Quattro cilindri in linea a ciclo Otto         | Cilindrata: 1199 cm³                                        | Cilindrata: 1199 cm³                                        | Cilindrata: 1199 cm³                                        |
| Distribuzione: bialbero 12 valvole                   | Distribuzione: bialbero 12 valvole                          | Distribuzione: bialbero 12 valvole                          | Alimentazione: iniezione diretta elettronica multipoint     | Alimentazione: iniezione diretta elettronica multipoint     | Alimentazione: iniezione diretta elettronica multipoint     |
| Prestazioni motore                                   | Potenza: 210 / Coppia: 155                                  | Potenza: 210 / Coppia: 155                                  | Potenza: 210 / Coppia: 155                                  | Potenza: 210 / Coppia: 155                                  | Potenza: 210 / Coppia: 155                                  |
| Accensione: Elettronica Magneti Marelli              | Accensione: Elettronica Magneti Marelli                     | Accensione: Elettronica Magneti Marelli                     | Impianto elettrico:                                         | Impianto elettrico:                                         | Impianto elettrico:                                         |
| Frizione: Monodisco a secco                          | Frizione: Monodisco a secco                                 | Frizione: Monodisco a secco                                 | Cambio: sequenziale a 5 rapporti con comando meccanico      | Cambio: sequenziale a 5 rapporti con comando meccanico      | Cambio: sequenziale a 5 rapporti con comando meccanico      |
| Telaio                                               |                                                             |                                                             |                                                             |                                                             |                                                             |
| Corpo vettura                                        | monoscocca acciaio                                          | monoscocca acciaio                                          | monoscocca acciaio                                          | monoscocca acciaio                                          | monoscocca acciaio                                          |
| Sterzo                                               | piantone diretto                                            | piantone diretto                                            | piantone diretto                                            | piantone diretto                                            | piantone diretto                                            |
| Sospensioni                                          | anteriori: McPherson / posteriori: Multilink                | anteriori: McPherson / posteriori: Multilink                | anteriori: McPherson / posteriori: Multilink                | anteriori: McPherson / posteriori: Multilink                | anteriori: McPherson / posteriori: Multilink                |
| Freni                                                | anteriori: dischi ventilanti / posteriori: dischi ventilati | anteriori: dischi ventilanti / posteriori: dischi ventilati | anteriori: dischi ventilanti / posteriori: dischi ventilati | anteriori: dischi ventilanti / posteriori: dischi ventilati | anteriori: dischi ventilanti / posteriori: dischi ventilati |
| Prestazioni dichiarate                               |                                                             |                                                             |                                                             |                                                             |                                                             |
| Velocità: 200 km/h                                   | Velocità: 200 km/h                                          | Velocità: 200 km/h                                          | Accelerazione: 4,1                                          | Accelerazione: 4,1                                          | Accelerazione: 4,1                                          |
| Omologazione: FIA                                    | Omologazione: FIA                                           | Omologazione: FIA                                           | Emissioni CO2:                                              | Emissioni CO2:                                              | Emissioni CO2:                                              |